# Hyacinthe Jadin
Pour les articles homonymes, voir Jadin.
Hyacinthe Jadin est un compositeur et pianiste français, né à Versailles le 27 avril 1776 et mort à Paris le 27 septembre 1800. Il est l'un des représentants les plus originaux du préromantisme français.

## Biographie
Hyacinthe Jadin naquit dans une famille de musiciens originaires de Belgique : son père, François, était bassoniste. Il ne faut pas le confondre avec Jean Jadin, sans doute le frère de François, qui travailla durant quelques années à la chapelle royale des Habsbourg à Bruxelles et fut lui-même compositeur. 
En 1760 la famille quitte Bruxelles pour s'installer à Versailles où François est engagé à la Chapelle royale pour jouer au premier pupitre de basson, et ce jusqu'à son décès en 1789. L'oncle de Hyacinthe, Georges Jadin fut bassoniste également, attaché lui aussi à la chapelle de Versailles. Enfin son frère Louis Emmanuel (1768-1853) fut un compositeur prolifique, pianiste et professeur.

### Formation
C’est naturellement de son père qu'il reçut les premiers rudiments de la science musicale. Il étudia ensuite jusqu'en 1790, avec le claveciniste et pianiste originaire de Strasbourg Nicolas-Joseph Hüllmandel (1756-1823), élève lui-même de CPE Bach ; Hüllmandel eut pour élèves, notamment, Onslow et Auber. La première composition de Hyacinthe est le Rondo pour le clavecin publié dans le Journal de Clavecin en 1785, il a neuf ans. 

### Compositeur sous la Révolution
Jadin se produisit principalement à Paris, notamment au Concert Spirituel où il joua à treize ans, un de ses concertos pour pianoforte en avril 1789, dont le Mercure de France se fait l'écho (« M. Jadin sur le piano forte a fait grand plaisir. ») ; il rejoignit son frère, en 1792, comme assistant répétiteur au Théâtre de Monsieur, frère du Roi, qui devint le Théâtre Feydeau. Les deux frères sont enrôlés dans les effectifs des musiciens de la Garde Nationale et participeront aux célébrations, puis en 1794, aux concerts organisés par l’Institut national de musique, précurseur du Conservatoire de Paris. 
En 1794, Hyacinthe Jadin publie sa première série de Sonates pour clavier avec accompagnement de violon qu'il dédie à sa mère. À la fondation du Conservatoire en 1795, sur concours, Jadin est recruté avec trois autres professeurs de piano de la classe des dames. Son frère Louis le rejoint, remplaçant un professeur décédé. Selon David Charlton, c’est au cours des saisons 1796-1797 du Théâtre Feydeau que Jadin obtint la reconnaissance du public. 
Atteint de la tuberculose, il échappe à la conscription de mars 1800 dans les armées napoléoniennes, par arrêté des consuls, à la demande de Lucien Bonaparte alors Ministre de l'Intérieur[source secondaire souhaitée]. En avril, il obtient un congé du Conservatoire. Il fait une dernière brève apparition publique le 22 septembre 1800, où il joue avec le violoniste Pierre Rode. Il meurt de consomption, due à sa tuberculose, le 27 du mois, à l'âge de 24 ans.

### Bilan
Jadin est le plus original des préromantiques français, très marqué par le Sturm und Drang d'outre-Rhin. Sa disparition précoce ainsi que l'ombre de son frère Louis-Emmanuel peuvent expliquer son relatif oubli, malgré la valeur et la qualité de sa musique que Guy Sacre décrit  comme une « musique étonnante de sensibilité et de profondeur ».
Connu surtout pour être un pianiste brillant, il n'en mérite pas moins l'attention par son activité de chambriste, même si l'on y devine la marque de Joseph Haydn (opus 1) ou Mozart (opus 2). Et n'est-ce pas à Schubert que l'on songe en écoutant telle ou telle pièce pour piano ?  Il suffit d'entendre la sonate en fa dièse mineur, la deuxième de l'opus 4 datée de 1795, la plus belle selon Guy Sacre, ou l'Andante de l'opus 5 n° 3. Les œuvres de Hyacinthe Jadin pourraient s'imposer si des musiciens s'emparaient davantage de ce répertoire, au concert notamment.

## Œuvres

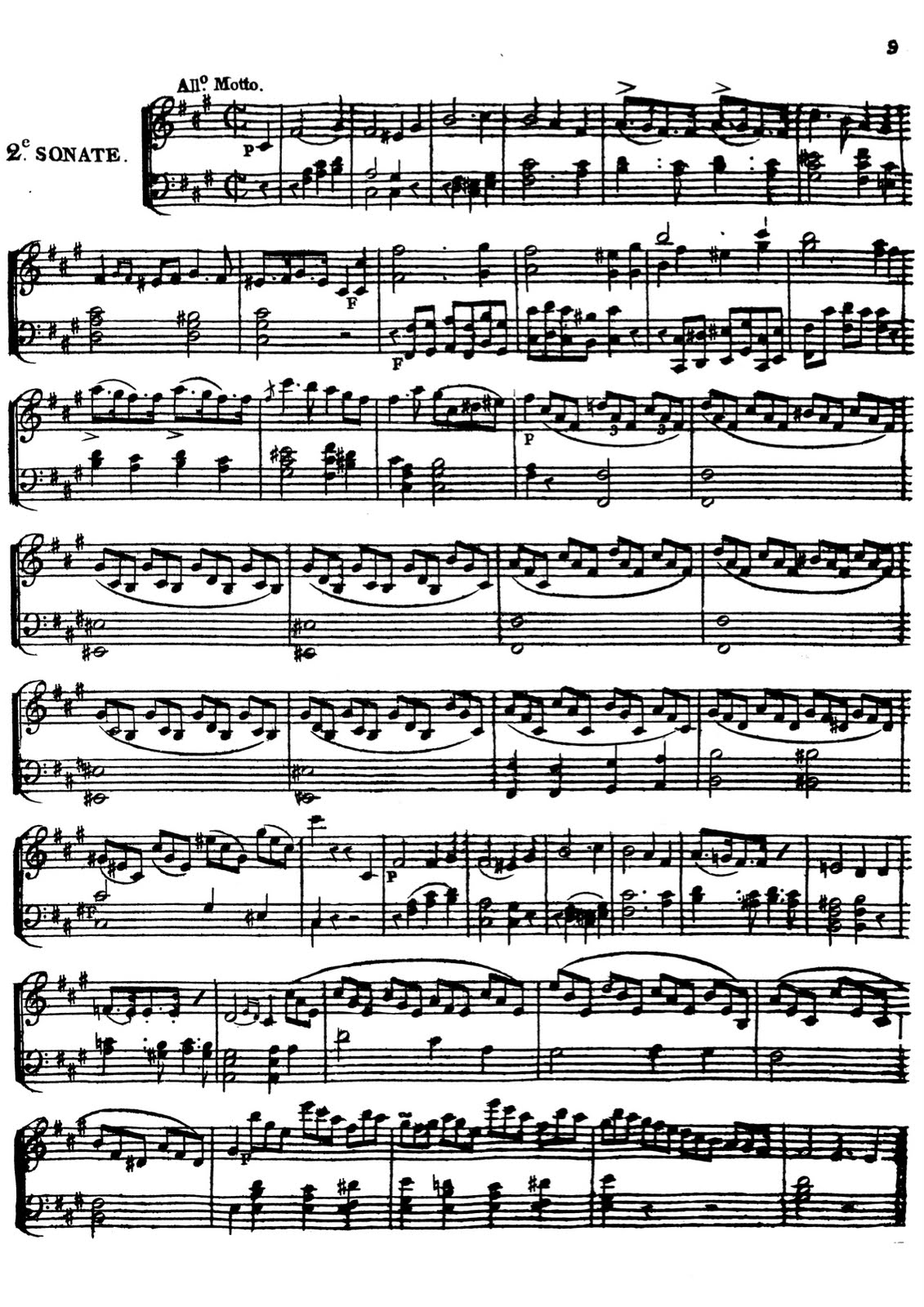
Jadin, Sonate pour piano opus 4 n° 2 en fa dièse mineur

Jadin composa principalement de la musique instrumentale : mis à part une œuvre lyrique perdue, un Hymne à l’agriculture (pour voix solistes, chœur et instruments à vent) et quelques pièces vocales (25 motets au moins), son catalogue propose 3 concertos pour piano, une ouverture pour orchestre à vent, 12 quatuors à cordes, 7 trios et 4 livres de sonates dont deux hélas sont perdus, ainsi que 9 sonates et diverses pièces pour pianoforte. Pour pianoforte toujours, il arrangea également diverses œuvres, notamment de Berton, Dalayrac, Méhul et Mozart. 
Le catalogue des œuvres a été dressé par le musicologue Hervé Audéon : Catalogue de l’œuvre de Hyacinthe Jadin Éd. du Centre de musique baroque de Versailles (Versailles), Cahiers Philidor 02, 2003, 23 p.  (ISBN 2-911239-14-8). 
Une seule publication des sonates pour pianoforte paru à la fin de la vie d'Hyacinthe Jadin, vers les années 1800, à l'occasion des fêtes nationales. De nos jours seul le magasin Arioso propose une nouvelle publication de 3 sonates de Jadin dans la collection Eroïca publications. L'intégrale des sonates a été enregistrée par Richard Fuller (“Complete Sonatas for Fortepiano”, Palatine Recordings PL 9-0505, 2005).

### Piano
- Rondo (1785)
- Première sonate en ré majeur, dédié à sa mère (1794)
  1. Allegro
  2. Andantino un poco allegretto
  3. Menuet : Allegro
  4. Finale : Presto
- Deuxième sonate en si bémol majeur (1794)
  1. Allegro fieramente
  2. Rondo : Allegretto non tropo
- Troisième sonate en fa mineur (1794)
  1. Allegretto poco agitato
  2. Adagio
  3. Menuet : Allegro
  4. Rondo : Allegro non tropo
- Sonates pour piano, op. 3 n° 1-3 (1795)
- Sonate pour piano en si bémol majeur, op. 4 n° 1 (1795)
  1. Allegro
  2. Andante
  3. Finale : Presto
- Sonate pour piano en fa dièse mineur, op. 4 n° 2 (1795)
  1. Allegro motto
  2. Menuet - Trio
  3. Finale : Allegro
- Sonate pour piano en ut dièse mineur, op. 4 n° 3 (1795)
  1. Allegro moderato
  2. Adagio
  3. Rondeau : Allegretto
- Sonate pour piano en fa mineur, op. 5 n° 1 (1795)
  1. Allegro moderato
  2. Adagio
  3. Final : Allegro
- Sonate pour piano en ré majeur, op. 5 n° 2 (1795)
  1. Allegro
  2. Andante
  3. Final : Presto
- Sonate pour piano en ut mineur, op. 5 n° 3 (1795)
  1. Allegro maestoso
  2. Andante
  3. Allegro
- Sonate pour piano en ut mineur, op. 6 n° 1 (1800, éd. 1804)
  1. Allegro moderato
  2. Andante sostenuto
  3. Final : Allegro
- Sonate pour piano en la majeur, op. 6 n° 2 (1800)
  1. Andante
  2. Rondeau: Allegretto
- Sonate pour piano en fa majeur, op. 6 n° 3 (1800)
  1. Allegro moderato
  2. Adagio
  3. Allegro assai
- Premier pot-pourri pour le forte-piano (1798) sur des airs de Kreutzer, Gluck, Garat, Louis-Emmanuel Jadin, etc.
- Vingt Petites leçons pour le piano à l'usage des commençants (ed. 1798)
- Duo pour piano à quatre mains en fa majeur (1796) (dédié à son frère Louis-Emmanuel)
  1. Allegro brillante
  2. Andante
  3. Rondo. Allegro

### Musique de chambre
- Sonate pour piano avec accompagnement de violon n° 1 en ré majeur (1794) (dédié à sa mère, Marie Marguerite Raisser)
  1. Allegro
  2. Andantino un poco allegretto
  3. Menuet : Allegro
  4. Final : Presto
- Sonate pour piano avec accompagnement de violon n° 2 en si bémol majeur (1794)
  1. Allegro fieramente
  2. Rondo : Allegretto non tropo
- Sonate pour piano avec accompagnement de violon n° 3 en fa mineur (1794)
  1. Allegretto poco agitato
  2. Adagio
  3. Menuet : Allegro
  4. Rondo : Allegro non tropo
- 3 Trios pour violon, alto & violoncelle, op. 2 (éd. Paris, Imprimerie du Conservatoire, 1797)
- 3 Trios pour 2 violons & violoncelle
- 3 Quatuors à cordes op. 1 (éd. Paris, Magasin de musique des fêtes nationales, 1795 - dédié à J. Haydn)
  - en si-bémol majeur, op. 1 no. 1

  1. Largo - Allegro non troppo
  2. Adagio
  3. Menuet - Trio
  4. Finale : Allegro

  - en la majeur, op. 1 n° 2

  1. Allegro
  2. Menuet - Trio
  3. Pastoral Andante
  4. Finale

  - en fa mineur, op. 1 n° 3

  1. Allegro moderato
  2. Menuet
  3. Adagio
  4. Polonaise
- 3 Quatuors à cordes op. 2 (Paris et Francfort, 1796 - dédié à Devic)
  - en mi-bémol majeur, op. 2 n° 1

  1. Largo - allegro moderato
  2. Adagio
  3. Menuetto
  4. Allegro Finale

  - en si mineur, op. 2 n° 2

  1. Allegro
  2. Menuetto
  3. Adagio non troppo
  4. Allegro Finale

  - en ut majeur, op. 2 n° 3

  1. Allegro
  2. Andante Louré
  3. Menuetto
  4. Presto Finale
- 3 Quatuors à cordes op. 3 (éd. Imbault, 1797 - dédié à Pierre Baillot)
  - en ut majeur, op. 3 n° 1

  1. Allegro moderato
  2. Adagio
  3. Menuette - Andante
  4. Finale : Presto

  - en mi majeur, op. 3 n° 2

  1. Allegro moderato
  2. Menuet
  3. Adagio
  4. Allegro

  - en la mineur, op. 3 n° 3

  1. Allegro moderato
  2. Adagio
  3. Menuet
  4. Finale
- 3 Quatuors à cordes op. 4 (éd. Pleyel, 1798)
  - en sol majeur, op. 4 n° 1

  1. Allegro moderato
  2. Rondo Allegro

  - en fa majeur, op. 4 n° 2

  1. Allegro non troppo
  2. Minuetto Trio
  3. Adagio molto
  4. Allegro assai

  - en ré majeur, op. 4 n° 3

  1. Largo - Allegro moderato
  2. Minuetto
  3. Andante
  4. Finale : Allegro

### Concertos pour piano et orchestre
- Concerto pour piano n° 1 (1796-97)
  1. Allegro brillante
  2. Adagio
  3. Rondeau - Allegretto
- Concerto pour piano n° 2 en ré mineur (1796) (2 violons, alto, violoncelle, flûte, hautbois, bassons & cors)
  1. Allegro moderato
  2. Adagio
  3. Rondo - Allegro
- Concerto pour piano n° 3 en la majeur (1798) (2 violons, alto, violoncelle, 2 flûtes, 2 bassons & 2 cors)
  1. Allegro moderato
  2. Rondo - Allegro

### Orchestre à vent
- Hymne du Vingt-un Janvier (1794), sur un texte de Charles Le Brun
- Chanson pour la Fête de l'Agriculture (1796), sur un texte de la Chabeaussière
- Ouverture pour instruments à vent (1796)
- Hymne du Dix germinal, sur un texte de Théodore Désorgues

### Mélodies
- Marche du siège de Lille (1792) pour voix et piano (ou harpe)
- Romance à la lune (1796) pour voix et piano (ou harpe)
- Le tombeau de Sophie (1796) pour voix et piano (ou harpe)

### Théâtre
- Le Testament mal-entendu (1793), comédie mêlée d'ariettes en 2 actes, livret de François Guillaume Ducray-Duminil
- Cange ou Le Commissionnaire de Lazare (1794), fait-historique en 1 acte, livret de André-Pépin Bellement (perdu)

## Discographie sélective
- Six sonates pour piano : Jean Dubé, piano (2012,Syrius 141437)
- Six sonates pour piano (extr. op. 4 & 5)  - Patrick Cohen, forte-piano Christopher Clarke (1986 d'après Walter, c. 1800) (1994, Valois V 4689)
- Quatre sonates pour piano op. 3 n° 1 & 2 et op. 6 n° 2 & 3 - Patrick Cohen (1996, Valois V 4777)
- Quatre sonates pour piano op. 4 n° 1-3 & op. 6 n° 3 - Jean-Claude Pennetier, pianoforte Schott 1830 (mars 1985, Harmonia Mundi « Musique d'abord » HMA 1951189)
- Deux quatuors à cordes op. 2 n° 1 et opus 3 n° 1 - Quatuor Mosaïques (1994, Valois V 4738) (+ Louis Emmanuel Jadin : Quatuor n° 2)[4]
- 3 sonates pour piano : n° 1 ut mineur, op. 4 n° 2 en fa-dièse mineur, op. 6 n° 3 en fa majeur - Cécile Wang, piano (1990, Arcobaleno / Discover 920192)
- Intégrale des trois trios à cordes op. 2 - Ensemble Les Adieux (1999, NCA-DeutschlandRadio 9912846-215)
- Intégrale des 12 sonates pour piano (op. 3, 4, 5 et 6) - Richard Fuller, forte-piano Nannette Streicher (Vienne, 1814) (3 CD, 2006, Palatine Recordings, Eroica JDT 3262)
- Intégrale des trois quatuors op. 1 - Quatuor Franz Joseph (2011, Atma Classique ACD2 2610)
- Trois quatuors op. 1 n° 1, op. 3 n° 1 et op. 3 n° 3 - Quatuor Cambini (2010, Timpani 1C1170) (OCLC 823227684)
- Trois quatuors op. 1 n° 3, op. 2 n° 1 et op. 4 n° 1 (+ Pierre Vachon : op. 5 n° 2 et op. 7 n° 2) - Quatuor Razumovsky (1996, ASV Digital GAU 151)
- Concertos n° 2 et 3 - Weng-Ying Tseng, piano, ensemble I Strumenti, dir. Gérard Streletski (2003, Forlane 16840) (+ Louis-Emmanuel Jadin : concerto n° 4)